# Hymenaster tenuispinus
Hymenaster tenuispinus is een zeester uit de familie Pterasteridae.
De wetenschappelijke naam van de soort werd in 1976 gepubliceerd door Sibuet.